# Pugno contro pugno

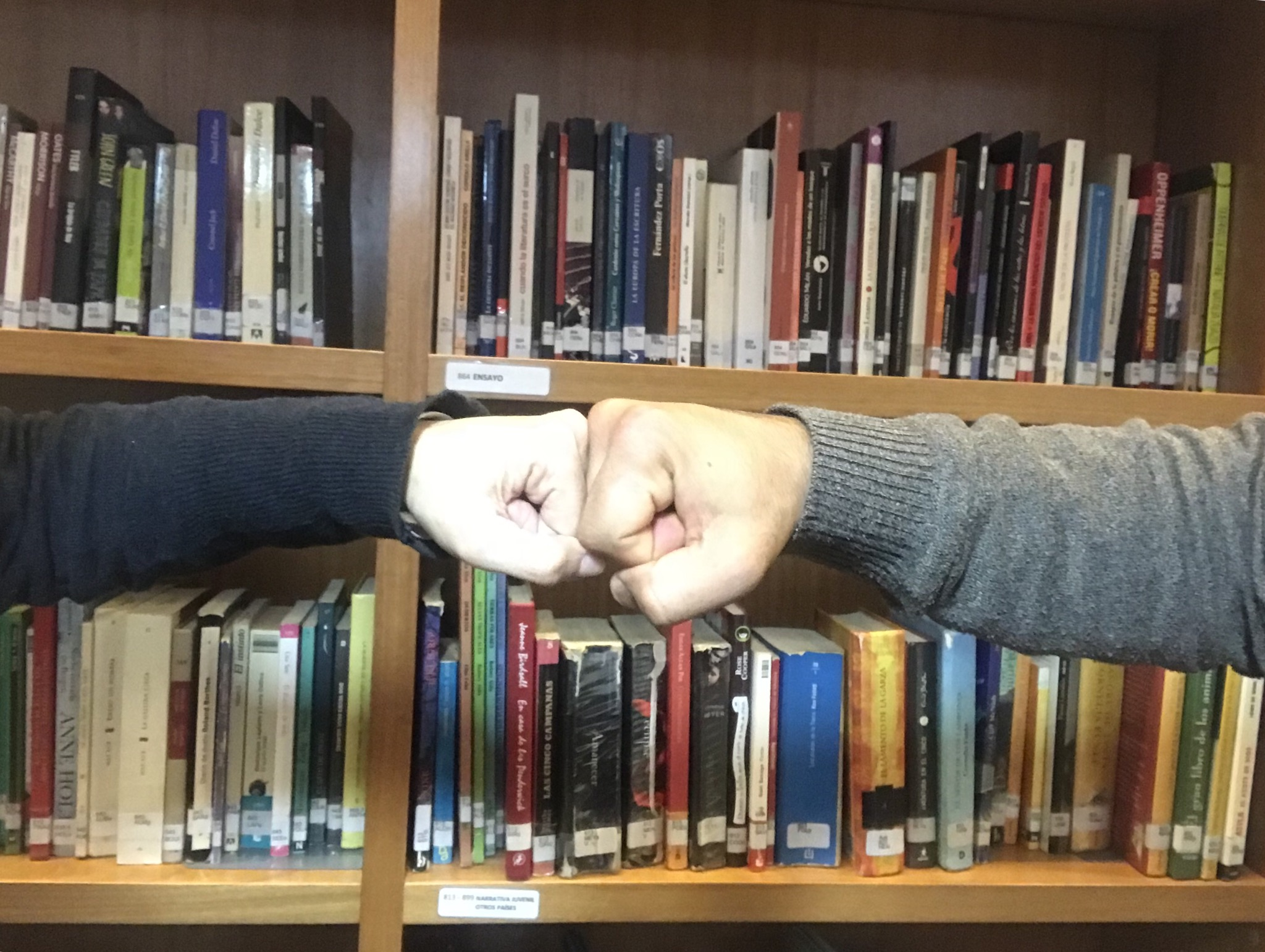
Esempio di pugno contro pugno

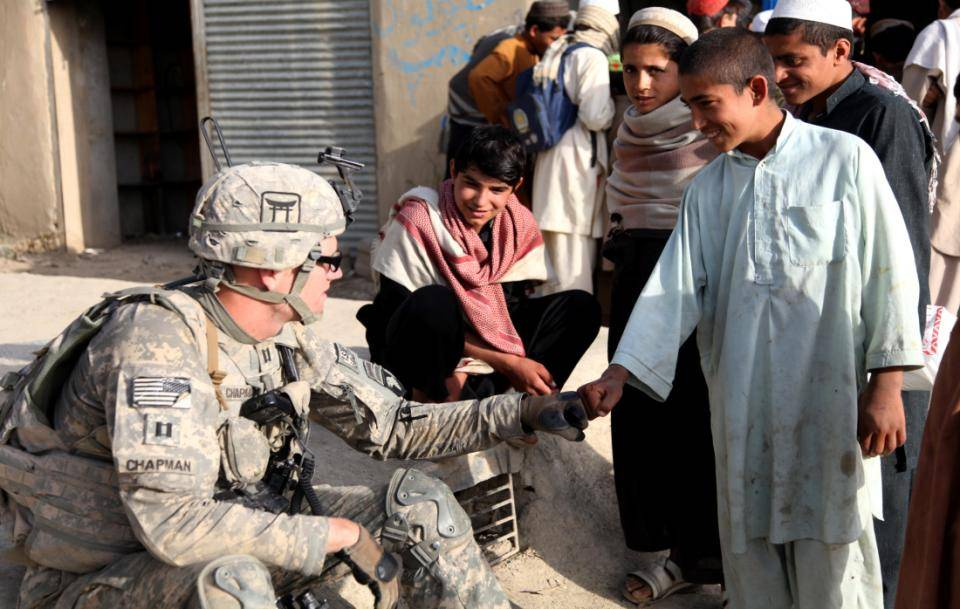
Esempio di pugno contro pugno tra un soldato americano e un ragazzo afgano

Il pugno contro pugno (o anche in inglese fist bump) è un gesto informale dal significato equivalente a una stretta di mano o al dare il cinque.

## Descrizione
Nato come gesto informale e amichevole usato dai giovani, è praticato anche da alte cariche politiche come i presidenti degli Stati Uniti Obama e Bush.
Il gesto è comunemente usato nel baseball e nell'hockey come forma di celebrazione tra compagni di squadra e di rispetto con i giocatori avversari alla fine di una partita. Nel cricket è un gesto celebrativo comune tra i compagni di battuta. Una ricerca dei Centers for Disease Control and Prevention ha mostrato che lo scambio di batteri con il fist bump è minore rispetto a quello che avviene tramite una stretta di mano.
Si scambia chiudendo le dita della mano a pugno e appoggiando la parte esterna e le nocche delle dita a quelle dell'interlocutore.
Il battipugno si è particolarmente diffuso durante la pandemia di COVID-19 insieme al saluto col gomito come alternativa alla stretta di mano, ma molte autorità mediche lo sconsigliano in quanto può veicolare la trasmissione di agenti patogeni.